# Radomyśl nad Sanem
Radomyśl nad Sanem (do końca 2001 Radomyśl) – wieś w Polsce, położona w województwie podkarpackim, w powiecie stalowowolskim, siedziba gminy Radomyśl nad Sanem. Leży niedaleko wideł Sanu i Wisły.
Miejscowość jest siedzibą gminy Radomyśl nad Sanem oraz rzymskokatolickiej parafii św. Jana Chrzciciela należącej do dekanatu Gorzyce.
Niegdyś było to prywatne miasto, uzyskało lokację miejską w 1581 roku. W 1935 nastąpiła utrata praw miejskich. Miejscowością partnerską jest niemieckie Waldbüttelbrunn.
W latach 1975–1998 miejscowość położona była w województwie tarnobrzeskim.

## Integralne części wsi
| SIMC    | Nazwa         | Rodzaj    |
| ------- | ------------- | --------- |
| 0805057 | Błonie        | część wsi |
| 0805063 | Ćwierci       | część wsi |
| 0805070 | Koniec        | część wsi |
| 0805086 | Piasek        | część wsi |
| 0805092 | Pod Kościołem | część wsi |
| 0805100 | Rynek         | część wsi |

## Historia
W okolicy popularny jest zwyczaj „Turków” wywodzący się właśnie z Radomyśla. Pochodzi on z czasów wyprawy króla Jana III Sobieskiego, który w drodze na Wiedeń zabrał z Radomyśla miejscowych rzemieślników. Po zwycięstwie wrócili oni ze zdobytymi na Turkach łupami, a że powrót wypadał w okresie Wielkanocy, wracający przebrali się w zdobyczne stroje, weszli w nich do miasta i zaciągnęli wartę przy Grobie Chrystusa w kościele.
Od tej pory na pamiątkę tamtych wydarzeń co roku mieszkańcy Radomyśla i okolicznych wiosek przebierają się za Turków i zaciągają warty w kościołach, a ich stroje z czasem zaczęły odbiegać od pierwowzorów, robiąc się coraz bardziej fantazyjne. Obecnie zrobiło się z tego barwne widowisko.
W latach 1865–1880 Radomyśl z przyległościami (Skowierzyn, Skowierzynek, Wólka, Glinnik i Nowiny) należał do Bogusława Horodyńskiego (1802–1866) i jego żony Zofii z Wierzbickich (1825–1900), a w latach 1916–1945 do rodziny Götz-Okocimskich.
W sierpniu 1942 roku oddział Gwardii Ludowej im. Jarosława Dąbrowskiego pod dowództwem Antoniego Palenia ps. „Jastrząb” rozbił hitlerowski posterunek policji.
Obok Sanktuarium Matki Bożej Bolesnej i Pocieszenia znajduje się Dom Rekolekcyjny, który zaprasza pielgrzymów i grupy turystyczne.

## Urodzeni w Radomyślu nad Sanem
- Wacław Czaczka-Ruciński – działacz niepodległościowy i samorządowy, honorowy burmistrz Solca Kujawskiego
- Sylwester Kowalik – lekarz, profesor
- Eugeniusz Okoń – ksiądz rewolucjonista, jeden z twórców tzw. Republiki Tarnobrzeskiej
- Alfred Pastuszeńko – oficer Legionów Polskich i Wojska Polskiego, kawaler Orderu Virtuti Militari
- Jan Wiktor – pisarz, publicysta, dziennikarz, działacz ruchu ludowego
- Zbigniew Pater - rektor politechniki lubelskiej